# Cao Yếu
Cao Yếu (chữ Hán giản thể: 高要区, âm Hán Việt: Cao Yếu khu) là một quận thuộc địa cấp thị Triệu Khánh, tỉnh Quảng Đông, Cộng hòa Nhân dân Trung Hoa. Quận Cao Yếu có diện tích 2206 km², dân số năm 2002 là 730.000 người. Mã số bưu chính của quận Cao Yếu là 526100. Quận Cao yếu nằm ở tây bắc của tỉnh Quảng Đông.